# Myiodactylus nebulosus
Myiodactylus nebulosus är en insektsart som beskrevs av Robert McLachlan 1877.
Myiodactylus nebulosus ingår i släktet Myiodactylus och familjen Nymphidae. Inga underarter finns listade i Catalogue of Life.